# Брискин, Самуэль
Самуэль Брискин (англ. Samuel J. Briskin, 1896—1968) — американский сценарист и продюсер родом из Риги. Во время Второй мировой войны служил в Войсках связи США ( U.S. Army Signal Corps) вместе с Фрэнком Капра. В ноябре 1944 награждён орденом «Легион почёта» «за выдающиеся заслуги на службе правительству Соединённых Штатов». В 1945 стал вместе с Капра соучредителем независимой киностудии «Liberty Films». Чуть позднее в состав акционеров вошли Уильям Уайлер и Джордж Стивенс. Единственным фильмом, выпущенным студией под своими реквизитами, остался «Эта прекрасная жизнь» (1946), но этот фильм впоследствии вошёл в классику кинематографа США, хоть и не был успешен в первичном кинопрокате.